# 魔砲使黑姬
《魔砲使黑姬》是日本漫畫家片倉·狼組·正憲創作的奇幻戰鬥題材日本漫畫，2000年至2007年於集英社《月刊少年Jump》上連載，2007年轉至《Jump Square》網站上連載，2011年完結，單行本共18卷。中文版由長鴻出版社代理，李益成翻譯。

## 設計
作者表示自己的戀愛觀念比較直率，因此對日本少年漫畫中常見的「靦腆男性在多位女性之間游移不定」的情節反感至極，便想將自己的信條套用在漫畫上，而《魔砲使黑姬》的故事風格即是如此，所有角色都毫不害臊地說出對心上人的愛。

## 故事

### 設定
故事發生在槍枝盛行、魔法是稀有能力的世界，一統天下並打開天界大門的人即可成神，而人類也為此鬥爭千年。有別於沒有魔法的槍戰侍，魔砲使灌注魔力射出的魔彈可以施展魔法或變化成魔獸，主角黑姬是世界最強魔砲使。故事開始的十年前，黑姬結束了鬼丸帝國和魔天連進行的大戰並向諸神挑戰，以終結人類為了成神而滋生的鬥爭。黑姬戰敗後，靈魂被一分為二，代表憤怒的靈魂回到人間並被變成女孩「姬子」，只有戀愛才能暫時解開詛咒；擁有黑姬記憶和愛情的靈魂「白姬」成為慈愛神。

### 劇情大綱
第一部（第1集～第5集）
槍戰侍零曾被黑姬救過一命，心生憧憬的他在往後十年間不斷尋找黑姬。他遇見了被鬼丸追殺的少女姬子，在零出手救助姬子時，姬子的詛咒暫時解開，變回黑姬擊敗鬼丸，之後兩人踏上解除詛咒的旅途。兩人遇見惡魔阿修羅，她表示自己的主人在東方島國「大和」等黑姬，在前往大和的途中，兩人與死神天使團起衝突，並因此與死神墮惡靈開戰。黑姬殺死了墮惡靈，但零為了幫黑姬脫困而喪命。
第二部（第6集～第10集）
為了讓零復活，黑姬和阿修羅、鬼丸前往大和島，途中救了大和島統治者之子德河一真的性命，後進入島上靈峰「不死山」前的「地獄」，解救被諸神囚禁的大和姬。大和姬（鳳凰）引導她尋找其它四大精靈，以完成可弒神的絕對劍。 另一方面，墮惡靈的情人夜叉姬、以及墮惡靈前部下爭怒組成的黑姬討伐團，開始追殺黑姬。黑姬等人解放了玄武，但儘管有玄武協助，黑姬仍敗給夜叉姬，出於報復，夜叉姬將死神的力量灌注到零的魂魄裡，使他成為墮惡「零」。
黑姬擊敗雪女與雪男並救出白虎，夜叉姬派出墮惡「零」與黑姬交戰，墮惡「零」強奪了黑姬對零的許多記憶，幸虧白虎相助，黑姬才重挫夜叉姬並逃離戰場。在找尋青龍的途中，黑姬被黑姬討伐團襲擊，一番交戰後，黑姬用被討伐團挾持的海龍的能力回到過去，了解零的黑暗面。
第三部（第11集～第14集）
黑姬回到十年前，遇見效力於牙狼團的零和他的雙胞胎兄弟澪，儘管她協助解決了牙狼團與敵對方「魔天連」的戰事，但因為魔天連首領而產生的死神之力卻進入澪體內。
第四部（第15集）
回到過去的櫻花和爭怒與十年前的黑姬相遇，了解她挑戰神的原因，並對她透露她的未來。
第五部（第16集～第18集）
鬼丸帝國和魔天連餘黨的大戰開打，零被捲入戰爭而亡，使澪完全變成死神，並揭示墮惡「零」的真實身分其實是澪。澪得知零是為了保護自己而死後悲痛自盡，黑姬按照零的靈魂的建議，將死神依附在零身上，讓澪得以復活，而成為死神的零則被死亡天使團處決。澪遇見了十年前的黑姬，黑姬建議他以零的身分活下去以表懺悔與重生，而進行時空旅行的黑姬以及討伐團回到了原先世界。此時大和國已被夜叉姬摧殘，而精靈也遭神族侵略，海龍揭露自己的真實身分是青龍，將力量交付給黑姬，而阿修羅也犧牲自己，將鳳凰的力量交給黑姬，讓絕對劍得以完成，但黑姬還是沒能阻止夜叉姬與星球融合。
倖存的人們登上方舟，黑姬與墮惡「零」進行死鬥，期間黑姬不斷地想喚醒墮惡「零」對自己的情感，但都沒能成功，最後被墮惡「零」殺死，而墮惡「零」也因此察覺黑姬的心意，拒絕了死神的附身。大和姬用自己的餘力讓黑姬復活，黑姬以絕對劍將星球劈成兩半，將夜叉姬斬殺，而神族認為這顆星球已無利用價值，便遠去尋找其它銀河。倖存的人們安頓下來，孕育新的生命。

## 角色列表

### 主要角色
黑姬（Kurohime）
世界最強的魔砲使，其能力來自千年間的所有怨魂，因此具有足以毀滅半個世界的力量。十年前，她向神挑戰並落敗，靈魂被一分為二，代表憤怒的姬子和慈愛神白姬。
姬子（Himeko）有著10歲女童般的外觀，個性自我中心、愛慕虛榮且殘酷無情，魔力遠不如黑姬。一開始只是把零當成狗來使喚，但相處之下，姬子恢復了愛人的能力，讓她得以在戰鬥中短暫地恢復成黑姬的型態。
桃姬（Momohime）是黑姬的第二個型態，外觀約14歲，黑姬在擊敗顏多羅後，被大和姬放進桃子裡，這顆桃子被老夫婦撿到，並將其命名為桃姬。她的個性比姬子成熟，會無償幫助有需要的人，不過仍對惹怒她的人毫不留情。
姬子嬢（Himekojo）是黑姬的第三型態，有著18歲左右的外觀。在墮惡「零」奪走她對零的大部分記憶後，黑姬恢復了幾乎所有的能力，這讓她可以在不失去最後兩片心蓮花瓣的情況下與敵人作戰。此型態與原本的黑姬很相似，在回到過去時，為了避免被識破身分，因此她使用了姬子嬢這個別名。姬子嬢比其他狀態更女性化一點。
白姬（Shirohime）是黑姬的其中一半靈魂，相較被放回人間的姬子，白姬成為在黃泉的慈愛神。她的個性沉穩鎮定，即使是在她保護黑姬而死時也泰然自若。
零（Zero）
幼時被黑姬救了一命，後來成為外號「豪速四連槍」的快槍俠，秉持「槍是正義之劍」的信念尋找黑姬。在與姬子相遇後，雖然他認為姬子難以相處，但還是喜歡她，並在對死神一戰後為她犧牲性命。
在時間旅行的結尾，故事揭露零的真實身分是以零的身分而活的澪。
澪（Rei）
雖然澪的身材比零矮小，但他是零的雙胞胎哥哥，因幼時目睹母親被毒狗殺死，便潛伏在他身邊等待報仇機會，且不允許其他人替他報仇。
零
真正的零是澪的雙胞胎弟弟，他的射擊技巧高超，讓他獲得「豪速四連槍」的外號。他被毒狗背叛後，被捲入戰爭而死，黑姬被迫在他和澪之間擇一而救。
鬼丸（Onimaru）、槌之子（Tsucchi）
鬼丸曾是黑姬的手下，卻被她當成狗使喚並由愛生恨。為了殺死黑姬開始募集獎金獵人，成為鬼丸團的首領，在世界各地有城鎮和分部。他多次與黑姬作對，諷刺的是他仍然迷戀黑姬。之後死神天使團為了對付黑姬而將鬼丸團成員變成蛇，但鬼丸憑意志力抵抗，因此成為形似槌之子的古怪生物。在故事最後，爭怒解除了他的封印，讓他得以復原並激勵失意的黑姬。
優花（Yūka）
優花遭到薔薇公主附身，被迫幫她誘捕男人，在黑姬和零的幫助下，她擺脫薔薇公主的控制，同時也獲得控制植物的魔力。在黑姬殺死薔薇公主後，優花跟隨黑姬並為她效命。
阿修羅（Ashura）
大和姬以生命之火創造的替身，能使用火焰魔法。
德河一真（Tokugawa Kazuma）
大和國統治者之子，劍術高強。他的父親交給他一串項鍊，項鍊賦予他其中三位四大精靈的力量，但代價是要獻出生命力，這導致一真的頭髮變白、健康惡化。隨旅途進展，黑姬認為他的個性和零幾乎一模一樣，而一真也覺得自己愛上黑姬。
雪女（Yukionna）和雪男（Yukiotoko）
住在大恐山脈的神族，雪女可以操控冰雪，而雪男可以變成驍勇善戰的雪人，祂們是兒時玩伴，雪男喜歡雪女，但雪女不希望自己只擁有一個男人的愛，因此祂俘虜許多男人並冰封他們。兩人被派去看守白虎，在敗給黑姬之後，雪女憶起自己對雪男的愛，並意識到自己的錯誤。之後雪女和雪男背叛了夜叉姬，協助黑姬等人。
雷墮（Raida）
雷墮是牙狼團的成員，在黑姬回到過去的期間，雷墮和黑姬並肩作戰。雖然他厭惡毒狗，但為了零和澪還是選擇留在團裡。在他認為澪有所成長後，將毒狗擊斃並遭到通緝。十年後，雷墮與零重劇。
Doc（Dokku）
毒狗是牙狼團的團長，貪婪、邪惡且唯利是圖。他培育孤兒成為戰士，在戰爭結束後，他的手下全背叛他，並加入鬼丸團。後來他利用澪來達成自己的野心，失敗後被雷墮殺死。
之後揭示他是三途川的船夫犍陀多（Kandata），他死後一直想知道澪不殺自己的理由，此執念讓他難以在黃泉安頓下來，因此成為船夫。

### 反派角色
墮惡靈（Dāku Rei）
死神，六名上位神之一。在黑姬初次向神挑戰時，墮惡靈以因襲擊黑姬而喪生的嬰靈為盾牌，擊倒了黑姬，並以劍（爭怒）將其劈成兩半，並建議將黑姬的靈魂一分而二。
夜叉姬（Yashahime）
地母神，上位神之一，墮惡靈的情人，發誓要殺死黑姬以復仇。在與黑姬對戰的過程中，祂展現出雙重人格，一個端莊有禮，另一個殘酷無情。
死神天使團（Shinigami Tenshidan）
死神的部下兼武器，隊長是爭怒（Sōdo）（劍），隊員有 (惡子（Akusu）（斧）、 亂子（Ransu）（長槍）、冥子（Meisu）（流星錘）、 犯魔（Hanmā）（槌）和蛇牙（Dagā）)（匕首），可以變成美女或武器。她們被派去收割被黑姬復活的靈魂，並色誘鬼丸團來圍攻黑姬。

### 黑姬討伐團
於第二部登場，在黑姬與死神的戰鬥之後，死亡天使團中唯一倖存的爭怒為了報復黑姬，成為吸血狼人，並集結對黑姬有仇的人組成黑姬討伐團（Kurohime Tōbatsudan）。
薔薇公主（Barahime）
薔薇公主是個為了保有自己的青春而奪取男人生命的魔女，她在正篇故事開始前就被黑姬擊敗並快速老化，之後她附身在少女優花身上繼續捕獵男人，但她的附身能力有限，只在晚上生效。再次被黑姬擊敗後，她與優花分離並遭詛咒燃燒。之後火焰被爭怒熄滅，薔薇公主加入了黑姬討伐團，並完全附身在優花身上。
櫻花（Ōka）
黑姬討伐團成員，視黑姬是她的殺父仇人。櫻花擁有與黑姬相似的魔法能力，但狙擊能力在黑姬之上。
愛花（Aika）
穿花的戀人，天生幾乎全盲，能以魔法感知環境。
穿花（Saika）
穿花是原屬於鬼丸團的美男子，本欲以美男計使黑姬屈服，但以失敗告終。之後他成為黑姬討伐團的成員，在回到過去的期間，他被魔天連首領背叛並俘虜，並且被當成人造死神的容器。

### 精靈
四大精靈是擁有自我意志的靈體，並擁有靈魂，而其它的靈體沒有靈魂，被人類稱為惡魔。精靈是世界的生命力根源，當四大精靈將力量灌注到大和太刀之中，太刀便能弒神，因此眾神囚禁精靈並吸取祂們的力量。
大和姫（Yamatohime）
大和姬又名鳳凰（Suzaku），火之精靈，被諸神囚禁在不死山深處，在黑姬擊敗看守祂的顏多羅後，祂將大和太刀和心蓮交給黑姬，並引導她尋找四大精靈。心蓮是一朵有17（原本為19）瓣的蓮花，每一瓣都代表與零有關的記憶，當黑姬變回原本型態時，就會落下一瓣。祂造出分身阿修羅，引導黑姬去找四大精靈，藉此和神對抗。
玄武（Genbu）
玄武是水之精靈，被鬼神的妻子砦誘鬼監禁，而砦誘鬼也因此獲得多項能力，包括化身為霧、製造鋒利冰刀和岩石盔甲。玄武對破壞環境的人類感到厭惡，因此自願被囚禁，不想接受黑姬的幫助，後來黑姬說服了祂，於是玄武賦予黑姬同樣的能力。
白虎（Byakko）
白虎是地之精靈，被雪女和雪男囚禁在冰庫中。在黑姬來訪後，祂起初不願意把力量借給因為失去零的記憶而開始對墮惡零攻擊的黑姬，但在確認黑姬仍堅定地愛著零後，祂將力量託付給黑姬，使其獲得了可迅速連發魔彈的能力。
青龍（Seiryū）
青龍是風之精靈，由於風無實體，所以不被諸神束縛。青龍掌控空間，因此也掌握同樣無形的時間。在夜叉姬襲擊大和國時，祂將力量託付給黑姬，讓黑姬射出的魔彈有時空轉移的能力。
海龍（Kairyū）
海龍是龍宮公主乙姬的坐騎，能吞食時間，初次登場時讓黑姬看到死去的零的幻覺。再次登場時被黑姬討伐隊控制，但海龍擺脫了她們的控制並帶黑姬回到過去，讓黑姬對零有進一步認識。在黑姬與夜叉姬戰鬥時，海龍顯現出自己的真實身分青龍。

## 出版
| 卷數 | 日文副標題         | 集英社        | 集英社                 | 中文副標題         | 長鴻出版社     | 長鴻出版社 |
| 卷數 | 日文副標題         | 發售日期      | ISBN                   | 中文副標題         | 發售日期       | ISBN       |
| ---- | ------------------ | ------------- | ---------------------- | ------------------ | -------------- | ---------- |
| 1    | 正義の拳銃         | 2002年2月4日  | ISBN 4-08-873228-6     | 正義之槍           | 2003年4月18日  |            |
| 2    | 魔砲使い           | 2003年10月3日 | ISBN 4-08-873543-9     | 魔砲使             | 2004年4月14日  |            |
| 3    | 阿修羅             | 2004年2月4日  | ISBN 4-08-873570-6     | 阿修羅             | 2004年10月15日 |            |
| 4    | 死神天使           | 2004年7月2日  | ISBN 4-08-873636-2     | 死神天使           | 2005年3月31日  |            |
| 5    | 愛の川             | 2004年11月4日 | ISBN 4-08-873676-1     | 愛河               | 2005年10月7日  |            |
| 6    | 新たなる旅立ち     | 2005年3月4日  | ISBN 4-08-873788-1     | 新的旅程           | 2006年6月12日  |            |
| 7    | 桃姫               | 2005年7月4日  | ISBN 4-08-873836-5     | 桃姬               | 2006年7月24日  |            |
| 8    | 夜叉姫             | 2005年12月2日 | ISBN 4-08-873879-9     | 夜叉姬             | 2006年10月19日 |            |
| 9    | 堕悪"零"           | 2006年3月3日  | ISBN 4-08-874034-3     | 墮惡“零”           | 2007年4月12日  |            |
| 10   | 大絵都             | 2006年7月4日  | ISBN 4-08-874134-X     | 大繪都             | 2007年6月11日  |            |
| 11   | 零〜過去へ〜       | 2006年11月2日 | ISBN 4-08-874280-X     | 零～過去～         | 2008年3月3日   |            |
| 12   | 零〜魔天連の死神〜 | 2007年3月2日  | ISBN 978-4-08-874334-9 | 零～魔天連的死神～ | 2008年5月3日   |            |
| 13   | 零〜血の絆〜       | 2007年7月4日  | ISBN 978-4-08-874391-2 | 零～血之牽絆～     | 2008年10月18日 |            |
| 14   | 零〜選択〜         | 2007年12月4日 | ISBN 978-4-08-874462-9 | 零～選擇～         | 2009年4月17日  |            |
| 15   | 桜花の過ち         | 2008年12月4日 | ISBN 978-4-08-874615-9 | 櫻花的失算         | 2009年8月15日  |            |
| 16   | 魂の選択           | 2009年6月4日  | ISBN 978-4-08-874688-3 | 靈魂的選擇         | 2009年11月28日 |            |
| 17   | 精霊の阿修羅       | 2010年4月30日 | ISBN 978-4-08-870069-4 | 精靈阿修羅         | 2010年12月29日 |            |
| 18   | 生命の樹           | 2011年4月21日 | ISBN 978-4-08-870452-4 | 生命樹             | 2011年9月10日  |            |

## 電子遊戲
由多美製作，於PlayStation 2上運行的改編電子遊戲《魔砲使黑姬》於2006年3月30日發售。

## 外部連結
- Kurohime official site，存档于（存檔日期 2009-12-28） （日語）
- Kurohime English language edition，存档于（存檔日期 2010-12-02）
- 魔砲使黑姬（漫畫）在動畫新聞網百科全書中的資料（英文）